# В'язовка (Татишлинський район)
В'я́зовка (рос. Вязовка, башк. Вязовка) — село у складі Татишлинського району Башкортостану, Росія. Входить до складу Кальтяєвської сільської ради.
Населення — 504 особи (2010; 613 у 2002).
Національний склад:
- удмурти — 87 %